# Aartsbisdom Santa Fe de Antioquia
Het aartsbisdom Santa Fe de Antioquia (Latijn: Archidioecesis Sanctae Fidei de Antioquia) is een rooms-katholiek aartsbisdom met als zetel Santa Fe de Antioquia, in Colombia. De aartsbisschop van Santa Fe de Antioquia is metropoliet van de kerkprovincie Santa Fe de Antioquia, waartoe ook de volgende suffragane bisdommen behoren:
- Apartadó
- Istmina-Tadó
- Quibdó
- Santa Rosa de Osos

## Geschiedenis
Het aartsbisdom werd opgericht op 31 augustus 1804, als het bisdom Antioquía, uit delen van de bisdommen Cartagena en Popayán, en het aartsbisdom Santafé en Nueva Granada, en was suffragaan aan het aartsbisdom Santafé en Nueva Granada. Op 14 februari 1868 werd het opgeheven en samengevoegd met het nieuw opgerichte bisdom Medellín dat werd hernoemd naar bisdom Medellín-Antioquía. Op 29 januari 1873 werd het opnieuw opgericht als afsplitsing van het bisdom Medellín–Antioquía. Op 24 februari 1902 werd het suffragaan aan het nieuw verheven aartsbisdom Medellín. Op 20 juni 1900 werd het verheven tot metropolitaan aartsbisdom. Op 5 februari 1917 werd het bisdom Jericó opgeheven en samengevoegd met Antioquía tot bisdom Antioquía-Jericó. Op 3 juli 1941 werd het bisdom Jericó weer afgesplitst en kreeg het weer de naam bisdom Antioquía. Op 18 juni 1988 werd het verheven tot metropolitaan aartsbisdom en nam de naam Santa Fe de Antioquia. 

## Parochies
Het aartsbisdom had in 2020 een oppervlakte van 9.925 km2 en telde 280.650 inwoners waarvan 87,7% rooms-katholiek was.

## Ordinarii

### Bisschoppen
- Fernando Cano Almirante (21 december 1818 - 19 december 1825)
- Mariano Garnica y Orjuela (21 mei 1827 - 10 augustus 1832)
- José María Estévez (19 december 1834 - niet in bezit genomen)
- Juan de la Cruz Gómez y Plata (24 juli 1835 - 1 december 1850)
- Domingo Antonio Riaño Martínez (13 januari 1854 - 20 juli 1866)
- Joaquín Guillermo González (21 maart 1873 - 29 mei 1882)
- Jesús María Rodríguez Balbín (9 augustus 1883 - 30 juli 1891)
- Juan Nepomuceno Rueda Rueda (30 januari 1892 - 1900)
- José Maria Villalba (25 september 1900 - 4 augustus 1901)
- Manuel Antonio López de Mesa (30 mei 1902 - 15 mei 1908)
- Maximiliano Crespo Rivera (18 oktober 1910 - 7 februari 1917)
- Francisco Cristóbal Toro (8 februari 1917 - 16 november 1942)
- Luis Andrade Valderrama (16 juni 1944 - 9 maart 1955)
- Guillermo Escobar Vélez (1 april 1955 - 28 juli 1969)

### Aartsbisschoppen
- Eladio Acosta Arteaga (6 maart 1970 - 10 oktober 1992)
- Ignacio José Gómez Aristizábal (10 oktober 1992 - 12 januari 2007 )
- Orlando Antonio Corrales García (12 januari 2007 - 3 mei 2022)
- Hugo Alberto Torres Marín (25 januari 2023 - heden)

## Galerij van afbeeldingen

Wapen van het aartsbisdom Santa Fe de Antioquia

Santa Fe de Antioquia (aartsbisdom) · Apartadó · Istmina-Tadó · Quibdó · Santa Rosa de Osos